# 유령 (1922년 영화)
유령(Phantom)은 독일에서 제작된 F.W. 무르나우 감독의 1922년 영화이다. 알프레드 아벨 등이 주연으로 출연하였고 Jeffery Masino 등이 제작에 참여하였다.

## 출연

### 주연
- 알프레드 아벨

### 조연
- 릴 다고버
- 일카 그러닝
- 한스 하인리히 폰 트바르도프스
- Heinrich Witte

## 제작진
- 원작자: Gerhart Hauptmann
- 미술: 허르만 웜